# Epicephala relictella
Epicephala relictella är en fjärilsart som beskrevs av Kuznetzov 1979. Epicephala relictella ingår i släktet Epicephala och familjen styltmalar. Inga underarter finns listade i Catalogue of Life.

## Bildgalleri

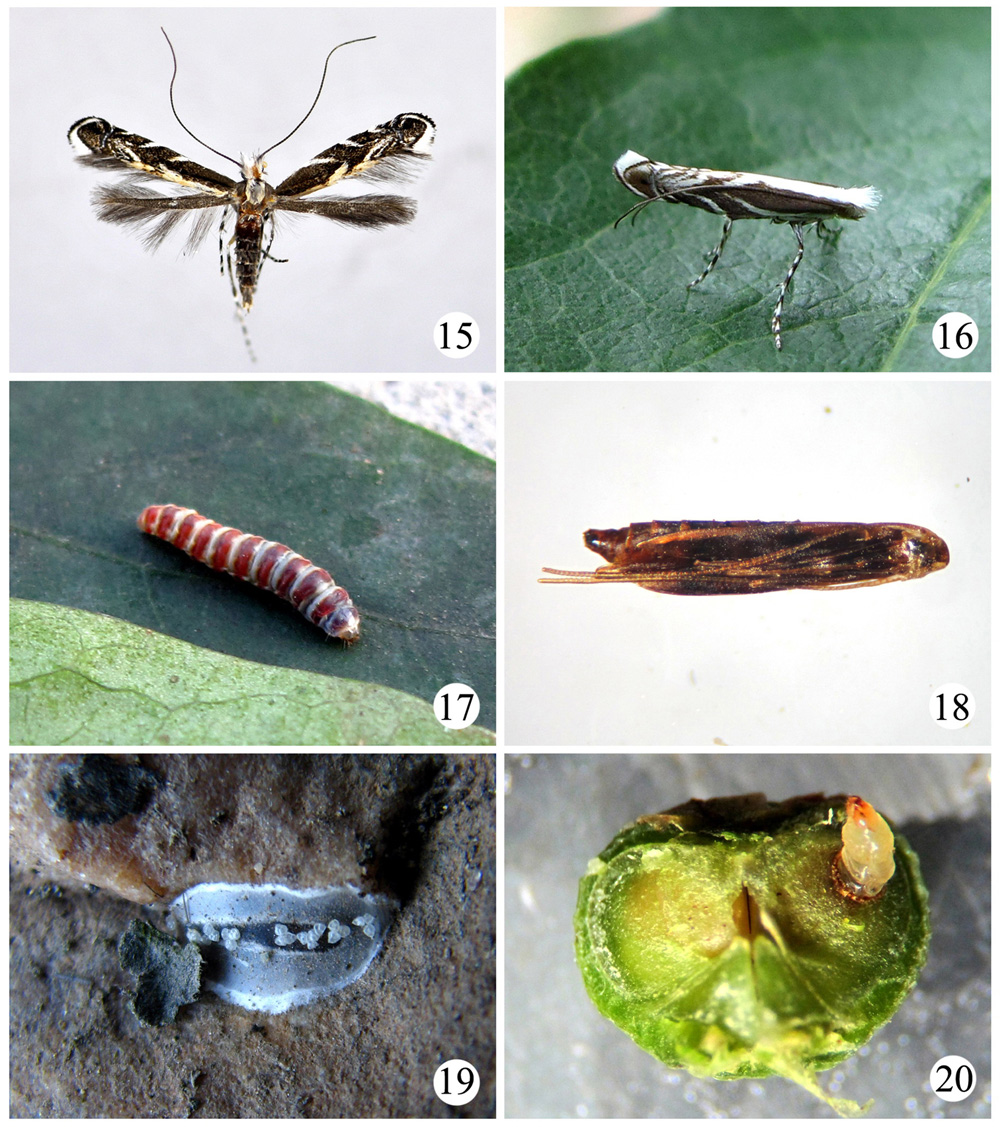
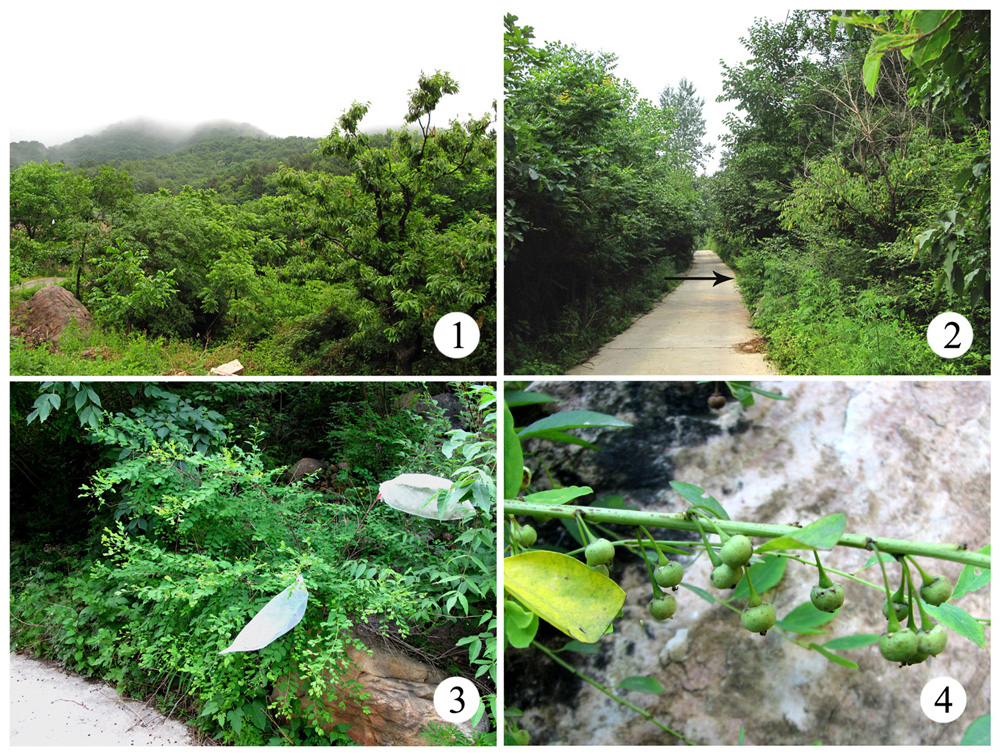